# Haysville (Pensilvania)
Haysville es un borough ubicado en el condado de Allegheny en el estado estadounidense de Pensilvania. En el año 2000 tenía una población de 78 habitantes y una densidad poblacional de 100.4 personas por km².

## Geografía
Haysville se encuentra ubicado en las coordenadas 40°31′32″N 80°9′32″O / 40.52556, -80.15889.

## Demografía
Según la Oficina del Censo en 2000 los ingresos medios por hogar en la localidad eran de $33 750 y los ingresos medios por familia eran $49 375. Los hombres tenían unos ingresos medios de $29 167 frente a los $21 250 para las mujeres. La renta per cápita para la localidad era de $53 151. Alrededor del 17.3% de la población estaba por debajo del umbral de pobreza.